# Chiesa di Santa Maria (Affile)
La chiesa di Santa Maria è sita ad Affile in provincia di Roma.

## Storia
La chiesa risulta citata per la prima volta nel 1005, tuttavia risulta difficile datare con assoluta certezza la chiesa, ma, insieme alla Chiesa di San Pietro, pare essere una delle chiese più antiche di Affile.
Una seconda citazione, nel 1660, la definisce una chiesa parrocchiale sita extra muros e come luogo di sepoltura degli abitanti del castrum.
Ora viene adibita alle funzioni solamente nelle principali festività e solennità.
Un recente restauro ha riportato alla luce alcuni affreschi ricoperti da stucchi tra cui una "Crocifissione tra santi" e, presso l'altare, affreschi di santi.

## Descrizione
L'esterno è in mattoni.
L'interno è suddiviso da varie arcate che scandiscono l'unica navata rettangolare.
Le arcate risultano separate l'una dall'altra da spioventi lignei che ricalcano la forma del tetto.
Nel XVI secolo gli furono aggiunte le ultime sue serie di capriate lignee.
In fondo alla chiesa vi è il presbiterio.